# Tibioploides famularis
Espèce
Synonymes
- Erigone famularis Keyserling, 1886
- Tibioploides pacificus Eskov & Marusik, 1991

Tibioploides famularis est une espèce d'araignées aranéomorphes de la famille des Linyphiidae.

## Distribution
Cette espèce se rencontre aux États-Unis en Alaska et en Russie en Extrême-Orient russe.

## Description
La femelle holotype mesure 3,0 mm.
Les mâles mesurent de 3,00 à 3,20 mm et les femelles de 2,65 à 3,00 mm,.

## Systématique et taxinomie
Cette espèce a été décrite sous le protonyme Erigone famularis par Keyserling en 1886.  Elle est placée déclarée nomen dubium par Roewer en 1955. Elle est déclarée valide et placée dans le genre Tibioploides par Slowik et& Marusik en 2025.
Tibioploides pacificus a été placée en synonymie par Slowik et& Marusik en 2025.

## Publication originale
- Keyserling, 1886 : Die Spinnen Amerikas. Theridiidae. Nürnberg, vol. 2, p. 1-295 (texte intégral).